# Conyza spiciformis
Conyza spiciformis là một loài thực vật có hoa trong họ Cúc. Loài này được (Griseb.) Zardini mô tả khoa học đầu tiên năm 1976.